# Neolissochilus soroides
Neolissochilus soroides är en fiskart som först beskrevs av Duncker, 1904.  Neolissochilus soroides ingår i släktet Neolissochilus och familjen karpfiskar. IUCN kategoriserar arten globalt som livskraftig. Inga underarter finns listade i Catalogue of Life.